# Campeonato Tajique de Futebol
O Campeonato Tajique de Futebol, em nome original  Ligai Olii Tojikiston é a principal competição de futebol do Tajiquistão. 

## Campeões

### Era soviética
| - 1937 : Dinamo Stalinabad - 1938–47 : not played - 1948 : Sbornaya Gissara - 1949 : Dinamo Stalinabad - 1950 : Dinamo Stalinabad - 1951 : Dinamo Stalinabad - 1952 : Profsoyuz Leninabad - 1953 : Dinamo Stalinabad - 1954 : Profsoyuz Leninabad - 1955 : Dinamo Stalinabad - 1956 : Metallurg Leninabad - 1957 : Taksobaza Stalinabad | - 1958 : Dinamo Stalinabad - 1959 : Kuroma Taboshary - 1960 : Pogranichnik Dushanbe - 1961 : Vakhsh Kurgan-Tyube - 1962 : Pogranichnik Dushanbe - 1963 : DSA Dushanbe - 1964 : Zvezda Dushanbe - 1965 : Zvezda Dushanbe - 1966 : Volga Dushanbe - 1967 : Irrigator Dushanbe - 1968 : Irrigator Dushanbe - 1969 : Irrigator Dushanbe | - 1970 : Pedagogichesky Institut Dushanbe - 1971 : TIFK Dushanbe - 1972 : Neftyanik Leninsky Rayon - 1973 : Politekhnichesky Institut Dushanbe - 1974 : SKIF Dushanbe - 1975 : SKIF Dushanbe - 1976 : SKIF Dushanbe - 1977 : Metallurg Regar Tursunzoda - 1978 : Pakhtakor Kurgan-Tyube - 1979 : Trudovye Rezervy Dushanbe - 1980 : Chashma Shaartuz - 1981 : Trikotazhnik Ura-Tyube | - 1982 : Trikotazhnik Ura-Tyube - 1983 : Trikotazhnik Ura-Tyube - 1984 : Trikotazhnik Ura-Tyube - 1985 : Vakhsh Kurgan-Tyube - 1986 : SKIF Dushanbe - 1987 : SKIF Dushanbe - 1988 : SKIF Dushanbe - 1989 : Metallurg Regar Tursunzoda - 1990 : Avtomobilist Kurgan-Tyube - 1991 : Sokhibkor Dushanbe |